# Исаврийска династия
Исаврийска или Сирийска династия (на гръцки: Δυναστεία των Ισαύρων) е византийска императорска династия (717 – 802 г.)
Династията произхожда от Северна Сирия, но дълго време се смята, че тя води началото си от Исаврия – област в днешна Турция. Представители са:

## Лъв III Исавър (717 – 741)
Основател на династията е Лъв III Исавър (*675 – †18.6.741), който става византийски василевс (717 – 741), след като сваля Теодосий III Адрамит от трона. Той е блестящ пълководец. С помощта на българите, ръководени от хан Тервел, той успява да спаси Константинопол, обсаден по суша и море от арабите (717 – 718). (Основна статия: Обсада на Константинопол (718)) Извършва дълбока военна и финансова реорганизация, но желанието му да противопостави цезаропапизма на влиянието на монасите го кара да въведе през 726 г. политиката на иконоборството, която дълбоко разделя империята. Жени се за Мария (*ок. 685), която ражда дъщеря Анна (ок. 705 – сл. 743), съпруга на императора-узурпатор (741 – 742) Артавазд, и син Константин V Копроним (719 – 23.9.775), следващия византийски император.

## Константин V Копроним и Лъв IV Хазарски (741 – 780)
През 754 г. Константин V Копроним (741 – 775) свиква събор в Константинопол, на който василевсът проявява благоразположение към иконоборците. Започва преследва православието. Иконоборската му политика достига апогея си на събора в Исерия, където почитателите на иконите са обявени за еретици и анатемосани. През 755 г. побеждава арабите в Кипър и славяните през 758 г., но Равена е завладяна от лангобардите. Негова първа съпруга е хазарската принцеса Ирина (Чичак) (†ок. 750). От този брак се ражда един син, следващия император Лъв IV Хазарски (25.1.750 – 8.9.780). Константин V се жени за втори път за Мария (†ок. 751), от която няма деца. Третата му съпруга е Евдокия Мелисина, от която василевсът има четирима синове: Хриктофор (ок. 753 – сл. 812) и Никифор (ок. 756/758 – сл. 812) – кесари; Никита – новелисим и Евдокий.
След смъртта на Константин V на престола се възкачва най-големият му син Лъв IV Хазарски (775 – 780). Той смекчава преследванията срещу иконопочитателите, побеждава арабите при Германикия (778) и ги прогонва от Анатолия. През 769 г. той се жени за Ирина (ок. 752 – 803), която ражда следващия византийски император Константин VI (14.1.771 – сл. 797).

## Константин VI и Ирина (780 – 802)
След като Лъв IV Хазарски умира, властта преминава у неговата съпруга, регентката Ирина. Тя има голямо влияние в империята и толерира вълненията на иконопочитателите, за да сложи в ред религиозните дела. В съгласие с патриярх Тарасия тя свиква през 787 г. Седмия вселенски събор в Никея, който възстановява иконопочитанието в страната. Синът на Лъв IV и Ирина, Константин VI (780 – 797) отхвърля през 790 г. опеката на майка си. Той се жени последователно за арменката Мария (ок. 770 – сл. 823) и за Теодота. Показва качества на способен военачалник, но императрица Ирина го ослепява и се връща на власт. Не след дълго той умира в забвение. Личното управление на Ирина (797 – 802) е маркирано с неуспехи. Плаща трибут на халиф Харун ал-Рашид. Тя има велики проекти, като иска да възстанови единството между Източната и Западната империя и предлага ръката си на франкския император Карл Велики. Държавен преврат през 802 г. на великия логотет Никифор I Геник слага край на амбициите ѝ. Заточена е на остров Лесбос, където умира в нищета на следващата година.